# Farofa

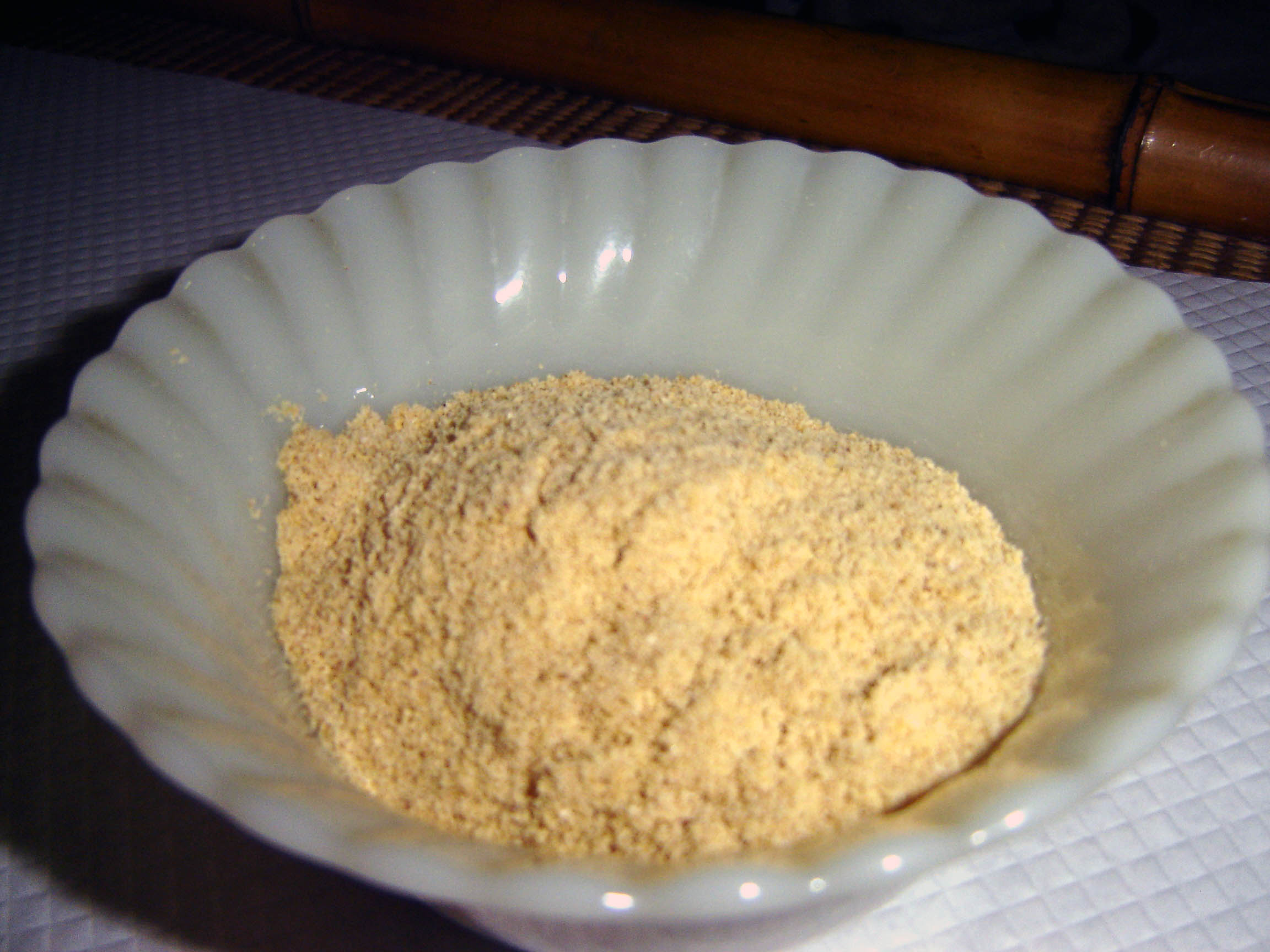
Farofa.

La farofa est un mets d'accompagnement brésilien. Elle est préparée avec de la farine de manioc, de maïs, de quinoa, de blé (ou autre farine) ou encore fabriquée avec du pain vieux passé au four, frite dans du beurre ou de l'huile à laquelle peuvent être ajoutés des ingrédients aussi divers que du maïs, du bacon, de la viande fumée, de la saucisse, des œufs, des haricots, des herbes, etc.

## Présentation
Elle peut accompagner de la viande ou la feijoada. Son coût peu élevé et sa richesse en hydrates de carbone en font un mets courant parmi les classes les plus modestes qui, au travail, ont une activité physique intense.
Facile à préparer et à emporter, elle est donc appréciée des voyageurs, parfois appelés farofeiros, de façon dépréciative.
La farofa, assaisonnée avec des abats de volaille, sert traditionnellement de farce à la dinde de Noël.